# Osiedle Zielona Podkowa
Osiedle Zielona Podkowa – część Poznania, zlokalizowana na terenie Naramowic, na osiedlu samorządowym Naramowice, przy zbiegu ulic Naramowickiej (od zachodu) oraz Bolka (od północy). 

## Położenie
Kompleks na północy graniczy z Osiedlem Cztery Pory Roku.

## Charakterystyka
Osiedle zostało oddane do użytku w 2006 roku. Jest to kompleks mieszkalny utworzony z pięciu spójnych segmentów tworzących w rzucie literę U otwartą od północy. Budynek kształtem przypomina podkowę od której wzięła się jego nazwa.

## Komunikacja
Dojazd do osiedla zapewniają autobusy MPK Poznań linii 146, 167, 911, 214 (nocny) i 224 (nocny).